# Dichaetomyia conformis
Dichaetomyia conformis är en tvåvingeart som beskrevs av Charles Howard Curran 1935. Dichaetomyia conformis ingår i släktet Dichaetomyia och familjen husflugor. Inga underarter finns listade i Catalogue of Life.